# 2004 PU107
2004 PU107 est un objet transneptunien très mal connu faisant partie des cubewanos. 

## Caractéristiques
2004 PU107 mesure environ 180 km de diamètre.